# Saison 2016 de l'équipe cycliste Dimension Data
La saison 2016 de l'équipe cycliste Dimension Data est la vingtième de cette équipe.

## Préparation de la saison 2016

### Sponsors et financement de l'équipe
Précédemment nommée MTN-Qhubeka, l'équipe change d'appellation en 2016 et devient Dimension Data, du nom de la société de services en ingénierie informatique sud-africaine qui remplace MTN en tant que sponsor principal. L'équipe continue de promouvoir l'action de la fondation Qhubeka. Celle-ci figure dans le titre complet de l'équipe « Team Dimension Data riding for Quebeka ».
Le nouveau maillot de l'équipe, blanc avec des manches noires et des bordures vertes sur le col, arbore le logo de Dimension Data sur le torse. Les logos des sponsors Deloitte, Oakley et Sapinda, ainsi que celui de l'UCI World Tour, apparaissent également sur le devant du maillot. Le logo Deloitte est également présent sur les deux flancs. Le « é » de Cervélo est mis en évidence sur les manches, où figurent également le sponsor Rotor, à droite, et Qhubeka, à gauche. Le « Q » de Qhubeka occupe le dos du maillot.

### Arrivées et départs
| Arrivées            | Équipe 2015            |
| ------------------- | ---------------------- |
| Igor Antón          | Movistar               |
| Mark Cavendish      | Etixx-Quick Step       |
| Mekseb Debesay      | Bike Aid               |
| Bernhard Eisel      | Sky                    |
| Omar Fraile         | Caja Rural-Seguros RGA |
| Nathan Haas         | Cannondale-Garmin      |
| Cameron Meyer       | Orica-GreenEDGE        |
| Mark Renshaw        | Etixx-Quick Step       |
| Kanstantsin Siutsou | Sky                    |

| Départs        | Équipe 2016            |
| -------------- | ---------------------- |
| Gerald Ciolek  | Stölting Service Group |
| Matthew Goss   | ONE                    |
| Louis Meintjes | Lampre-Merida          |
| Andreas Stauff | Sans équipe            |

## Déroulement de la saison
En 2016, l'équipe change de nom pour « Team Dimension Data for Quebeka », du nom de son nouveau commanditaire principal. À la suite de recrutements importants en vue de la prochaine saison, il est annoncé le 25 novembre 2015 qu'elle est promue au niveau UCI World Tour en 2016, se voyant accorder la 18e et dernière place disponible,, une première pour une équipe africaine. Elle renforce son effectif en recrutant plusieurs coureurs d'expérience dont Mark Cavendish, Mark Renshaw, Bernhard Eisel, Kanstantsin Siutsou et Igor Antón. Pour sa première saison dans l'élite, l'équipe gagne cinq étapes sur le Tour de France (quatre pour Mark Cavendish et une pour Steve Cummings), alors que Omar Fraile termine meilleur grimpeur du Tour d'Espagne. Elle termine dernière du classement World Tour.

## Coureurs et encadrement technique

### Effectif
| Cycliste                    | Date de naissance | Nationalité    | Équipe 2015            |  |
| --------------------------- | ----------------- | -------------- | ---------------------- |  |
| Igor Antón                  | 2 mars 1983       | Espagne        | Movistar               |  |
| Natnael Berhane             | 5 janvier 1991    | Érythrée       | MTN-Qhubeka            |  |
| Edvald Boasson Hagen        | 17 mai 1987       | Norvège        | MTN-Qhubeka            |  |
| Theo Bos                    | 22 août 1983      | Pays-Bas       | MTN-Qhubeka            |  |
| Matthew Brammeier           | 7 juin 1985       | Irlande        | MTN-Qhubeka            |  |
| Mark Cavendish              | 21 mai 1985       | Royaume-Uni    | Etixx-Quick Step       |  |
| Steve Cummings              | 19 mars 1981      | Royaume-Uni    | MTN-Qhubeka            |  |
| Mekseb Debesay              | 15 juin 1991      | Érythrée       | Bike Aid               |  |
| Nicolas Dougall             | 21 novembre 1992  | Afrique du Sud | MTN-Qhubeka            |  |
| Bernhard Eisel              | 17 février 1981   | Autriche       | Sky                    |  |
| Tyler Farrar                | 2 juin 1984       | États-Unis     | MTN-Qhubeka            |  |
| Omar Fraile                 | 17 juillet 1990   | Espagne        | Caja Rural-Seguros RGA |  |
| Nathan Haas                 | 12 mars 1989      | Australie      | Cannondale-Garmin      |  |
| Jacques Janse van Rensburg  | 6 septembre 1987  | Afrique du Sud | MTN-Qhubeka            |  |
| Reinardt Janse van Rensburg | 3 février 1989    | Afrique du Sud | MTN-Qhubeka            |  |
| Songezo Jim                 | 17 septembre 1990 | Afrique du Sud | MTN-Qhubeka            |  |
| Merhawi Kudus               | 23 janvier 1994   | Érythrée       | MTN-Qhubeka            |  |
| Cameron Meyer               | 11 janvier 1988   | Australie      | Orica-GreenEDGE        |  |
| Adrien Niyonshuti           | 2 février 1987    | Rwanda         | MTN-Qhubeka            |  |
| Serge Pauwels               | 21 novembre 1983  | Belgique       | MTN-Qhubeka            |  |
| Youcef Reguigui             | 9 janvier 1990    | Algérie        | MTN-Qhubeka            |  |
| Mark Renshaw                | 22 octobre 1982   | Australie      | Etixx-Quick Step       |  |
| Kristian Sbaragli           | 8 mai 1990        | Italie         | MTN-Qhubeka            |  |
| Kanstantsin Siutsou         | 9 août 1982       | Biélorussie    | Sky                    |  |
| Daniel Teklehaimanot        | 10 novembre 1988  | Érythrée       | MTN-Qhubeka            |  |
| Jay Robert Thomson          | 4 décembre 1986   | Afrique du Sud | MTN-Qhubeka            |  |
| Johann van Zyl              | 2 février 1991    | Afrique du Sud | MTN-Qhubeka            |  |
| Jacobus Venter              | 13 février 1987   | Afrique du Sud | MTN-Qhubeka            |  |
| Stagiaire                   | Date de naissance | Nationalité    | Équipe 2016            |  |
| Metkel Eyob                 | 4 septembre 1993  | Érythrée       | Dimension Data-Qhubeka |  |
| Amanuel Gebrezgabihier      | 17 août 1994      | Érythrée       | Dimension Data-Qhubeka |  |
| Ryan Gibbons                | 13 août 1994      | Afrique du Sud | Dimension Data-Qhubeka |  |

## Bilan de la saison

### Victoires
| Date       | Course                                             | Pays                | Classe | Vainqueur                   |
| ---------- | -------------------------------------------------- | ------------------- | ------ | --------------------------- |
| 08/02/2016 | 1re étape du Tour du Qatar                         | Qatar               | 2.HC   | Mark Cavendish              |
| 10/02/2016 | 3e étape du Tour du Qatar                          | Qatar               | 2.HC   | Edvald Boasson Hagen        |
| 12/02/2016 | Classement général du Tour du Qatar                | Qatar               | 2.HC   | Mark Cavendish              |
| 14/02/2016 | Championnat d'Afrique du Sud sur route             | Afrique du Sud      | CN     | Jacobus Venter              |
| 17/02/2016 | 2e étape du Tour d'Oman                            | Oman                | 2.HC   | Edvald Boasson Hagen        |
| 20/02/2016 | 5e étape du Tour d'Oman                            | Oman                | 2.HC   | Edvald Boasson Hagen        |
| 02/03/2016 | Classement général du Tour de Langkawi             | Malaisie            | 2.HC   | Reinardt Janse van Rensburg |
| 12/03/2016 | 4e étape de Tirreno-Adriatico                      | Italie              | WT     | Steve Cummings              |
| 06/04/2016 | 3e étape du Tour du Pays basque                    | Espagne             | WT     | Steve Cummings              |
| 20/04/2016 | 2e étape du Tour de Croatie                        | Croatie             | 2.1    | Mark Cavendish              |
| 21/05/2016 | 4e étape du Tour de Norvège                        | Norvège             | 2.HC   | Edvald Boasson Hagen        |
| 22/05/2016 | 5e étape du Tour de Norvège                        | Norvège             | 2.HC   | Edvald Boasson Hagen        |
| 22/05/2016 | 8e étape du Tour de Californie                     | États-Unis          | 2.HC   | Mark Cavendish              |
| 09/06/2016 | 4e étape du Critérium du Dauphiné                  | France              | WT     | Edvald Boasson Hagen        |
| 12/06/2016 | 7e étape du Critérium du Dauphiné                  | France              | WT     | Steve Cummings              |
| 23/06/2016 | Championnat de Biélorussie du contre-la-montre     | Biélorussie         | CN     | Kanstantsin Siutsou         |
| 23/06/2016 | Championnat de Norvège du contre-la-montre         | Norvège             | CN     | Edvald Boasson Hagen        |
| 24/06/2016 | Championnat d'Érythrée du contre-la-montre espoirs | Érythrée            | CN     | Merhawi Kudus               |
| 24/06/2016 | Championnat d'Érythrée du contre-la-montre         | Érythrée            | CN     | Daniel Teklehaimanot        |
| 25/06/2016 | Championnat du Rwanda du contre-la-montre          | Rwanda              | CN     | Adrien Niyonshuti           |
| 26/06/2016 | Championnat d'Érythrée sur route espoirs           | Érythrée            | CN     | Merhawi Kudus               |
| 26/06/2016 | Championnat d'Érythrée sur route                   | Érythrée            | CN     | Daniel Teklehaimanot        |
| 26/06/2016 | Championnat de Biélorussie sur route               | Biélorussie         | CN     | Kanstantsin Siutsou         |
| 26/06/2016 | Championnat de Norvège sur route                   | Norvège             | CN     | Edvald Boasson Hagen        |
| 02/07/2016 | 1re étape du Tour de France                        | France              | WT     | Mark Cavendish              |
| 04/07/2016 | 3e étape du Tour de France                         | France              | WT     | Mark Cavendish              |
| 07/07/2016 | 6e étape du Tour de France                         | France              | WT     | Mark Cavendish              |
| 08/07/2016 | 7e étape du Tour de France                         | France              | WT     | Steve Cummings              |
| 16/07/2016 | 14e étape du Tour de France                        | France              | WT     | Mark Cavendish              |
| 05/08/2016 | 4e étape du Tour de Burgos                         | Espagne             | 2.HC   | Nathan Haas                 |
| 11/09/2016 | Classement général du Tour de Grande-Bretagne      | Royaume-Uni         | 2.HC   | Steve Cummings              |
| 25/09/2016 | 7e étape de l'Eneco Tour                           | Pays-Bas            | WT     | Edvald Boasson Hagen        |
| 21/10/2016 | 2e étape du Tour d'Abou Dabi                       | Émirats arabes unis | 2.HC   | Mark Cavendish              |
| 23/10/2016 | 4e étape du Tour d'Abou Dabi                       | Émirats arabes unis | 2.HC   | Mark Cavendish              |

### Résultats sur les courses majeures
Les tableaux suivants représentent les résultats de l'équipe dans les principales courses du calendrier international (les cinq classiques majeures et les trois grands tours). Pour chaque épreuve est indiqué le meilleur coureur de l'équipe, son classement ainsi que les accessits glanés par Dimension Data sur les courses de trois semaines.

#### Classiques
| Classique            | Milan-San Remo             | Tour des Flandres          | Paris-Roubaix             | Liège-Bastogne-Liège | Tour de Lombardie |
| -------------------- | -------------------------- | -------------------------- | ------------------------- | -------------------- | ----------------- |
| Coureur (classement) | Edvald Boasson Hagen (26e) | Edvald Boasson Hagen (23e) | Edvald Boasson Hagen (5e) | Steve Cummings (19e) | Igor Anton (27e)  |

#### Grands tours
| Grand tour           | Tour d'Italie             | Tour de France                                              | Tour d'Espagne                          |
| -------------------- | ------------------------- | ----------------------------------------------------------- | --------------------------------------- |
| Coureur (classement) | Kanstantsin Siutsou (10e) | Serge Pauwels (42e)                                         | Merhawi Kudus (38e)                     |
| Accessits            | -                         | 5 victoires d'étapes (Mark Cavendish (4) et Steve Cummings) | Classement de la montagne (Omar Fraile) |